# Dypsis ambanjae
Dypsis ambanjae – gatunek palmy z rzędu arekowców (Arecales). Występował endemicznie na Madagaskarze, w prowincji Antsiranana. Gatunek nie był obserwowany od ponad 80 lat i jest prawdopodobne, że wymarł. Rósł w bioklimacie średniowilgotnym na wysokości do 500 m n.p.m.